# Баскетболист года конференции Sun Belt
Баскетболист года конференции Sun Belt (англ. Sun Belt Conference Men's Basketball Player of the Year) — ежегодная баскетбольная награда, вручаемая по результатам голосования лучшему баскетболисту среди студентов конференции Sun Belt, входящей в первый дивизион NCAA. А голосование проводится среди главных тренеров команд, входящих в эту конференцию, причём свои голоса тренеры подают по окончании регулярного чемпионата, но перед стартом плей-офф, то есть в начале марта, однако они не могут голосовать за собственных подопечных. Премия была учреждена и впервые вручена Седрику Максвеллу из университета Северной Каролины в Шарлотт в сезоне 1976/77 годов.
Конференция официально начала свою деятельность 8 августа 1976 года, и тогда в неё входило шесть команд, а в 1979 году в неё включили ещё две команды. С течением времени, при образовании новых университетов, количество команд в конференции увеличилось до одиннадцати (в данный момент их двенадцать). В 2013 году в конференцию Sun Belt были включены команды университета штата Джорджия, университета штата Техас и Техасского университета в Арлингтоне, также её покинули команды Флоридского международного университета, Флоридского Атлантического университета и государственного университета Средного Теннесси. А в 2014 году конференцию пополнили команды государственного Аппалачского университета и университета Южной Джорджии, а команду университета Западного Кентукки перевели в конференцию США.
Четыре игрока: Терри Кэтлидж, Крис Гатлинг, Чико Флетчер и Ар Джей Хантер получали эту награду по два раза. Два раза обладателями данной премии становились сразу два игрока (1983 и 1994). Чаще других победителями в этой номинаци становились игроки университета Западного Кентукки (7 раз), университета Южной Алабамы (6 раз) и Новоорлеанского университета и университета штата Арканзас (по 4 раза).

## Легенда
|           | Сообладатели награды |
| Игрок (X) | Количество титулов   |

## Победители
| Сезон   | Игрок                  | Фото | Университет                                   | Позиция                                     | Год обучения | Примечания |
| ------- | ---------------------- | ---- | --------------------------------------------- | ------------------------------------------- | ------------ | ---------- |
| 1976/77 | Седрик Максвелл        |      | Университет Северной Каролины в Шарлотт       | Лёгкий форвард / Тяжёлый форвард            | Четвёртый    |            |
| 1977/78 | Уэйн Купер             |      | Новоорлеанский университет                    | Центровой / Тяжёлый форвард                 | Четвёртый    |            |
| 1978/79 | Рори Уайт              |      | Университет Южной Алабамы                     | Лёгкий форвард / Тяжёлый форвард            | Второй       |            |
| 1979/80 | Джеймс Рэй             |      | Джэксонвиллский университет                   | Тяжёлый форвард                             | Четвёртый    |            |
| 1980/81 | Эд Рейнс               |      | Университет Южной Алабамы                     | Лёгкий форвард                              | Четвёртый    |            |
| 1981/82 | Оливер Робинсон        |      | Алабамский университет в Бирмингеме           | Атакующий защитник                          | Четвёртый    |            |
| 1982/83 | Чарли Брэдли           |      | Южно-Флоридский университет                   | Лёгкий форвард                              | Второй       |            |
| 1982/83 | Кэлвин Данкан          |      | Университет Содружества Виргинии              | Атакующий защитник                          | Второй       |            |
| 1983/84 | Терри Кэтлидж          |      | Университет Южной Алабамы                     | Тяжёлый форвард                             | Третий       |            |
| 1984/85 | Терри Кэтлидж (2)      |      | Университет Южной Алабамы                     | Тяжёлый форвард                             | Четвёртый    |            |
| 1985/86 | Кенни Гаттисон         |      | Университет Старого Доминиона                 | Тяжёлый форвард / Центровой                 | Четвёртый    |            |
| 1986/87 | Теллис Фрэнк           |      | Университет Западного Кентукки                | Тяжёлый форвард                             | Четвёртый    |            |
| 1987/88 | Байрон Динкинс         |      | Университет Северной Каролины в Шарлотт       | Разыгрывающий защитник                      | Третий       |            |
| 1988/89 | Джефф Ходж             |      | Университет Южной Алабамы                     | Атакующий защитник                          | Четвёртый    |            |
| 1989/90 | Крис Гатлинг           |      | Университет Старого Доминиона                 | Тяжёлый форвард / Центровой                 | Третий       |            |
| 1990/91 | Крис Гатлинг (2)       |      | Университет Старого Доминиона                 | Тяжёлый форвард / Центровой                 | Четвёртый    |            |
| 1991/92 | Рон Эллис              |      | Технологический университет Луизианы          | Тяжёлый форвард                             | Четвёртый    |            |
| 1992/93 | Эрвин Джонсон          |      | Новоорлеанский университет                    | Центровой                                   | Четвёртый    |            |
| 1993/94 | Майкл Аллен            |      | Луизианский университет в Лафайетте           | Атакующий защитник / Разыгрывающий защитник | Четвёртый    |            |
| 1993/94 | Джефф Клифтон          |      | Университет штата Арканзас                    | Лёгкий форвард / Тяжёлый форвард            | Четвёртый    |            |
| 1994/95 | Крис Робинсон          |      | Университет Западного Кентукки                | Атакующий защитник / Лёгкий форвард         | Третий       |            |
| 1995/96 | Дерек Фишер            |      | Арканзасский университет в Литл-Роке          | Разыгрывающий защитник / Атакующий защитник | Четвёртый    |            |
| 1996/97 | Мантрелл Доббинс       |      | Арканзасский университет в Литл-Роке          | Тяжёлый форвард                             | Четвёртый    |            |
| 1997/98 | Чико Флетчер           |      | Университет штата Арканзас                    | Разыгрывающий защитник                      | Второй       |            |
| 1998/99 | Чико Флетчер (2)       |      | Университет штата Арканзас                    | Разыгрывающий защитник                      | Третий       |            |
| 1999/00 | Джеррод Хендерсон      |      | Технологический университет Луизианы          | Атакующий защитник                          | Второй       |            |
| 2000/01 | Крис Маркус            |      | Университет Западного Кентукки                | Центровой                                   | Третий       |            |
| 2001/02 | Гектор Ромеро          |      | Новоорлеанский университет                    | Лёгкий форвард / Тяжёлый форвард            | Третий       |            |
| 2002/03 | Джеймс Мур             |      | Университет штата Нью-Мексико                 | Тяжёлый форвард / Лёгкий форвард            | Третий       | [ 1 ]      |
| 2003/04 | Майк Уэллс             |      | Университет Западного Кентукки                | Атакующий защитник / Разыгрывающий защитник | Четвёртый    | [ 2 ]      |
| 2004/05 | Йеми Николсон          |      | Денверский университет                        | Центровой                                   | Третий       | [ 3 ]      |
| 2005/06 | Энтони Уинчестер       |      | Университет Западного Кентукки                | Атакующий защитник                          | Четвёртый    | [ 4 ]      |
| 2006/07 | Бо Маккалебб           |      | Новоорлеанский университет                    | Разыгрывающий защитник                      | Третий       | [ 5 ]      |
| 2007/08 | Кортни Ли              |      | Университет Западного Кентукки                | Атакующий защитник                          | Четвёртый    | [ 6 ]      |
| 2008/09 | Орландо Мендес-Вальдес |      | Университет Западного Кентукки                | Разыгрывающий защитник                      | Четвёртый    | [ 7 ]      |
| 2009/10 | Тайрен Джонсон         |      | Луизианский университет в Лафайетте           | Лёгкий форвард / Тяжёлый форвард            | Четвёртый    | [ 8 ]      |
| 2010/11 | Соломон Бозмен         |      | Арканзасский университет в Литл-Роке          | Атакующий защитник                          | Четвёртый    | [ 9 ]      |
| 2011/12 | Ларон Денди            |      | Государственный университет Средного Теннесси | Тяжёлый форвард                             | Четвёртый    | [ 10 ]     |
| 2012/13 | Огастин Рабит          |      | Университет Южной Алабамы                     | Тяжёлый форвард / Центровой                 | Третий       | [ 11 ]     |
| 2013/14 | Ар Джей Хантер         |      | Университет штата Джорджия                    | Атакующий защитник                          | Второй       | [ 12 ]     |
| 2014/15 | Ар Джей Хантер (2)     |      | Университет штата Джорджия                    | Атакующий защитник                          | Третий       | [ 13 ]     |
| 2015/16 | Шон Лонг               |      | Луизианский университет в Лафайетте           | Тяжёлый форвард                             | Четвёртый    | [ 14 ]     |
| 2016/17 | Кевин Херви            |      | Техасский университет в Арлингтоне            | Тяжёлый форвард                             | Третий       | [ 15 ]     |
| 2017/18 | Д’Маркус Симондс       |      | Университет штата Джорджия                    | Атакующий защитник                          | Второй       | [ 16 ]     |
| 2018/19 | Туки Браун             |      | Университет Южной Джорджии                    | Разыгрывающий защитник                      | Четвёртый    | [ 17 ]     |
| 2019/20 | Найджел Пирсон         |      | Университет штата Техас                       | Атакующий защитник / Лёгкий форвард         | Четвёртый    | [ 18 ]     |
| 2020/21 | Девантей Джонс         |      | Университет Прибрежной Каролины               | Разыгрывающий защитник / Атакующий защитник | Третий       | [ 19 ]     |
| 2021/22 | Норкад Омер            |      | Университет штата Арканзас                    | Тяжёлый форвард                             | Второй       | [ 20 ]     |
| 2022/23 | Тэвион Кинси           |      | Университет Маршалла                          | Атакующий защитник / Лёгкий форвард         | Четвёртый    | [ 21 ]     |
| 2023/24 | Террренс Эдвардс       |      | Университет Джеймса Мэдисона                  | Атакующий защитник                          | Четвёртый    | [ 22 ]     |
| 2024/25 | Тейтон Конеруэй        |      | Тройский университет                          | Разыгрывающий защитник                      | Четвёртый    | [ 23 ]     |